# Бельмакский район
Бельмакский райо́н (укр. Більмацький район, в 1935—2016 годах — Ку́йбышевский райо́н) — упразднённая административная единица Запорожской области Украины. Административный центр — посёлок городского типа Бельмак.

## География
Бельмакский район был до 2020 года расположен на востоке Запорожской области.
С ним соседствуют
Розовский,
Гуляйпольский,
Пологовский,
Черниговский,
Бердянский районы Запорожской области и
Никольский район Донецкой области.
Площадь района — 1335 км².
По территории района протекают реки
Берда,
Янчур,
Гайчур,
Грузенька,
Грузкая,
Каменка,
Камышеватая,
Каратюк,
Кильтичия,
Кобыляна,
Конка,
Мокрая Конка,
Сухая Конка,
Обиточная.
Здесь расположена наивысшая точка Запорожской области и Приазовской возвышенности — Бельмак-Могила (324 м).

## История
- Район образован в 1923 году как Цареконстанти́новский район. Входил в состав Бердянского округа Екатеринославской губернии, с июня 1925 года — Мариупольского округа Донецкой губернии. С 1930 года — район республиканского подчинения. В 1932 году вошёл в состав Днепропетровской области.
- В 1935 году переименован в Ку́йбышевский район. В 1939 году вошёл в состав Запорожской области.
- 12 мая 2016 года переименован в Бельма́кский[4][5] (укр. Бильмацький) район[7].
- 17 июля 2020 года в результате административно-территориальной реформы Бельмакский[4] район вошёл в состав Пологовского района[6].

## Население
По данным переписи 2001 года, численность населения составляла 27 600 человек, на 1 января 2013 года — 23 354 человека.

## Административное устройство
Район включал в себя:
| - Поселковых советов: 2 - Сельских советов: 13 | - Посёлков городского типа: 2 - Сёл: 38 |

### Местные советы[10]
| - Камыш-Зарянский поселковый совет - Бельмакский поселковый совет - Белоцерковский сельский совет - Бельманский сельский совет - Благовещенский сельский совет - Вершинский сельский совет - Гусарковский сельский совет - Зразковский сельский совет | - Ланцевский сельский совет - Марьяновский сельский совет - Новоукраинский сельский совет - Смеловский сельский совет - Смирновский сельский совет - Титовский сельский совет - Шевченковский сельский совет |

### Населённые пункты[11]
| с. Алексеевка с. Белоцерковка с. Бельманка с. Берёзовка с. Бережное пгт Бельмак с. Благовещенка с. Верхнедрагунское с. Вершина с. Вершина Вторая | с. Веселоивановское с. Гоголевка с. Грузское с. Гусарка с. Диброва с. Дружное с. Дубовое с. Зелёный Гай с. Зразковое пгт Камыш-Заря | с. Ланцевое с. Марьяновка с. Мирское с. Новокаменка с. Новоукраинка с. Очеретоватое с. Пробуждение с. Руденка с. Самойловка с. Светлое | с. Смелое с. Смирново с. Терновое с. Титово с. Трудовое с. Труженка с. Червоное Озеро с. Червоноселовка с. Черешневое с. Шевченковское |

#### Ликвидированные населённые пункты[12]
| с. Тополевка | с. Широкое |

## Известные уроженцы и жители
- Гаран, Антон Прокофьевич (1902 — 19??) — советский военачальник, полковник (1942). Родился в селе Белоцерковка.
- Задорожный, Яков Степанович (1912—1945) — советский офицер, Герой Советского Союза. Родился в селе Вершина.